# Ketelvest

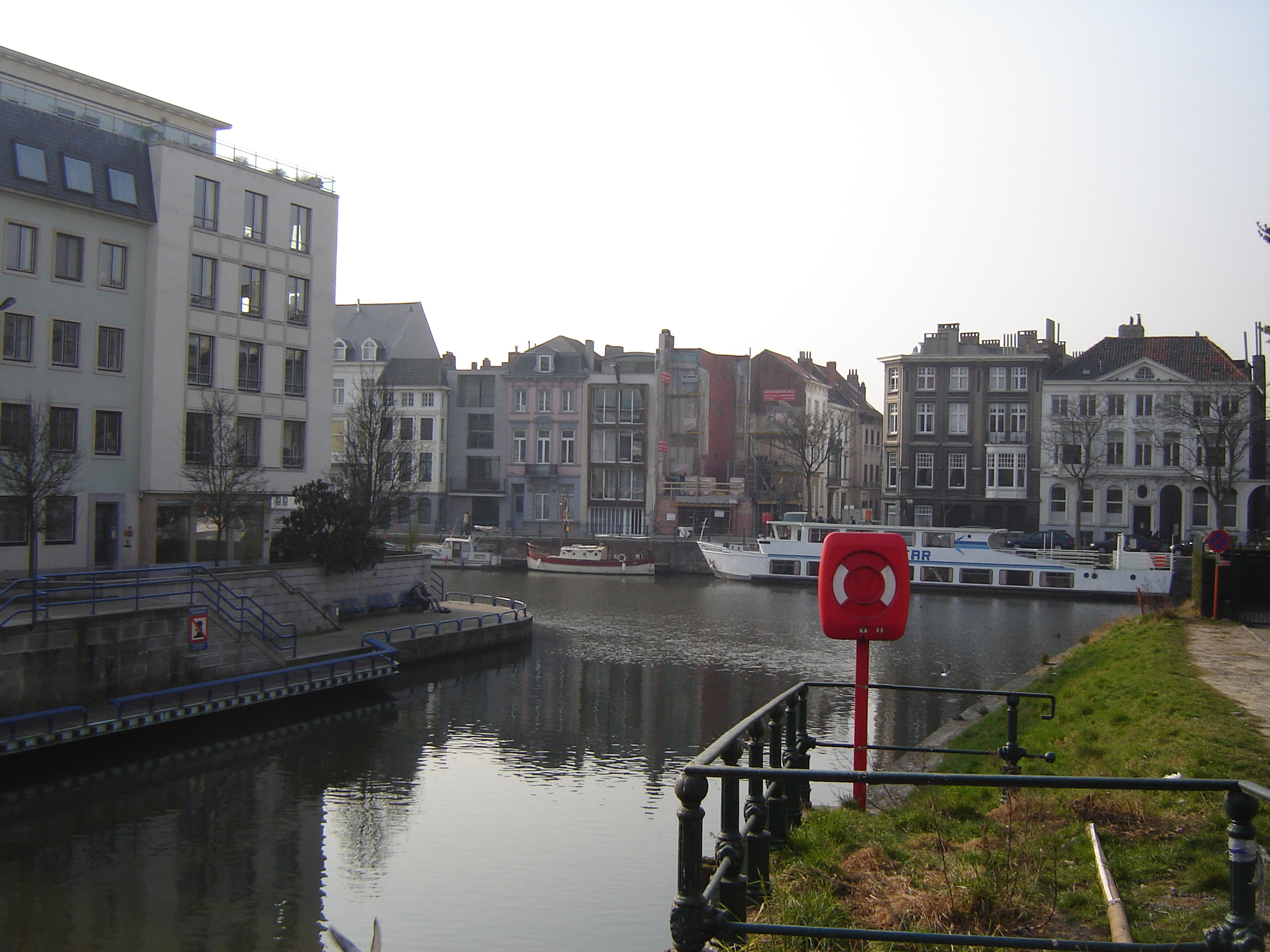
Aansluiting op de Leie

De Ketelvest is een straat en waterloop in de Belgische stad Gent. De waterloop vormt een kunstmatige verbinding tussen de Leie en de Schelde stroomopwaarts van haar natuurlijke samenvloeiing. De Ketelvest werd in de 11e eeuw gegraven als een soort slotgracht en vormt zo een van de grenzen rond het gebied dat nu de Gentse Kuip genoemd wordt.
Een gekend verhaal is dat het water in dit kanaal zo woelig was dat het gekend stond als een gevaarlijke waterweg, met water dat even kolkend is als kokend water in een ketel en vandaar de naam komt. Echter, de versterkte torens aan en rond de Schelde waren gekend als "ketels" omwille van hun vorm met ronde daken. De Ketelvest kreeg dus naar alle waarschijnlijkheid haar naam van de nu afgebroken Ketelpoort of Kuipgat die op de plaats stond waar men nu de Ketelbrug vindt.
Op de Ketelvest stonden vroeger twee stadspoorten, de Ketelpoort op de weg naar Kortrijk en de Walpoort op de weg naar de Sint-Pietersabdij. De laatste resten van deze dubbele poorten aan beide kanten van de Ketelvaart werden in 1777-1780 afgebroken (Ketelpoort). Vóór de Eerste Wereldoorlog zijn nog bij de bouw van een nieuwe Walbrug de funderingen van de binnenpoort aldaar uitgebroken.
De bruggen aan de stadspoorten over de Ketelvest bestaan nog, het betreft de Ketelbrug en de Walpoortbrug.